# Nationaal Park Glenveagh
Het Nationaal Park Glenveagh (Engels: Glenveagh National Park/ Iers: Páirc Náisiúnta Ghleann Bheatha) is een nationaal park in de Derryveaghbergen, in het Noordwesten van County Donegal (Ierland). In het noorden wordt het ontsloten door de N56 en in het zuiden door de R250. Het park omvat meer dan 16.000 hectare met bergen, meren en bossen. In het park bevindt zich ook het kasteel van Glenveagh, met de bijbehorende tuinen, dat uitziet over het meer.
Het kasteel is rond 1870 gebouwd door John George Adair, een rijke landspeculant uit county Laois, naar het voorbeeld van Balmoral Castle van koningin Victoria. Adair was ook verantwoordelijk voor de zogenoemde uitzettingen van Derryveagh in 1861, toen hij 47 families van hun huizen verdreef. De reden was dat hij zo een beter uitzicht had.
De tweede eigenaar van het kasteel was Arthur Kingsley Porter, een professor van de schone kunsten aan de Harvard-universiteit. Samen met zijn vrouw Lucy bezat hij het kasteel van 1929 tot 1933, toen hij op een raadselachtige manier verdween tijdens een verblijf op het eiland Innishbofin.
Het huis bevat antieke kunstwerken, meubilair en historische boeken. Adair bracht in de 19e eeuw het grootste deel van het land onder in een holding. De holding werd beheerd als privéhertenbos tot 1975 toen het aan de staat werd verkocht en in de handen van het Bureau van Openbare Werken kwam, die er een Nationaal park van maakte.
De laatste privé-eigenaar van het kasteel, Henry P. Mcllhenny schonk, bij zijn definitieve vertrek in 1983, het kasteel en het grootste deel van de inhoud en tuinen aan de staat. Het park werd geopend voor het publiek in 1984, het kasteel in 1986.
De 13 hectare grote tuinen rond het kasteel bieden een verscheidenheid van bomen, struiken en bloemen van uit de gehele wereld. De tuinaanleg is, na de dood van haar man in 1885, begonnen door mevr. Adair. Door de verdere inspanningen van de volgende eigenaren groeiden de tuinen uit tot een tuin met bijzondere planten uit Chili, Madeira en Tasmanië.
Het park biedt verder een verscheidenheid van soorten, flora en fauna, waaronder een van grootste hertenpopulaties in Ierland. De herten die volledig wild zijn, kunnen zich vrij binnen een 40km omheining in Glenveagh bewegen. De herten brengen het grootste deel van de zomer in de bergen door, en zoeken in de winter de lager gelegen gebieden op.
Het park is ook het tehuis van het Golden Eagle Project. De adelaar is uitgestorven in Ierland. Doel van het project is de adelaar weer in te voeren in Ierland, door jonge adelaars uit Schotland te halen en ze uit te zetten in het Nationaal Park Glenveagh.

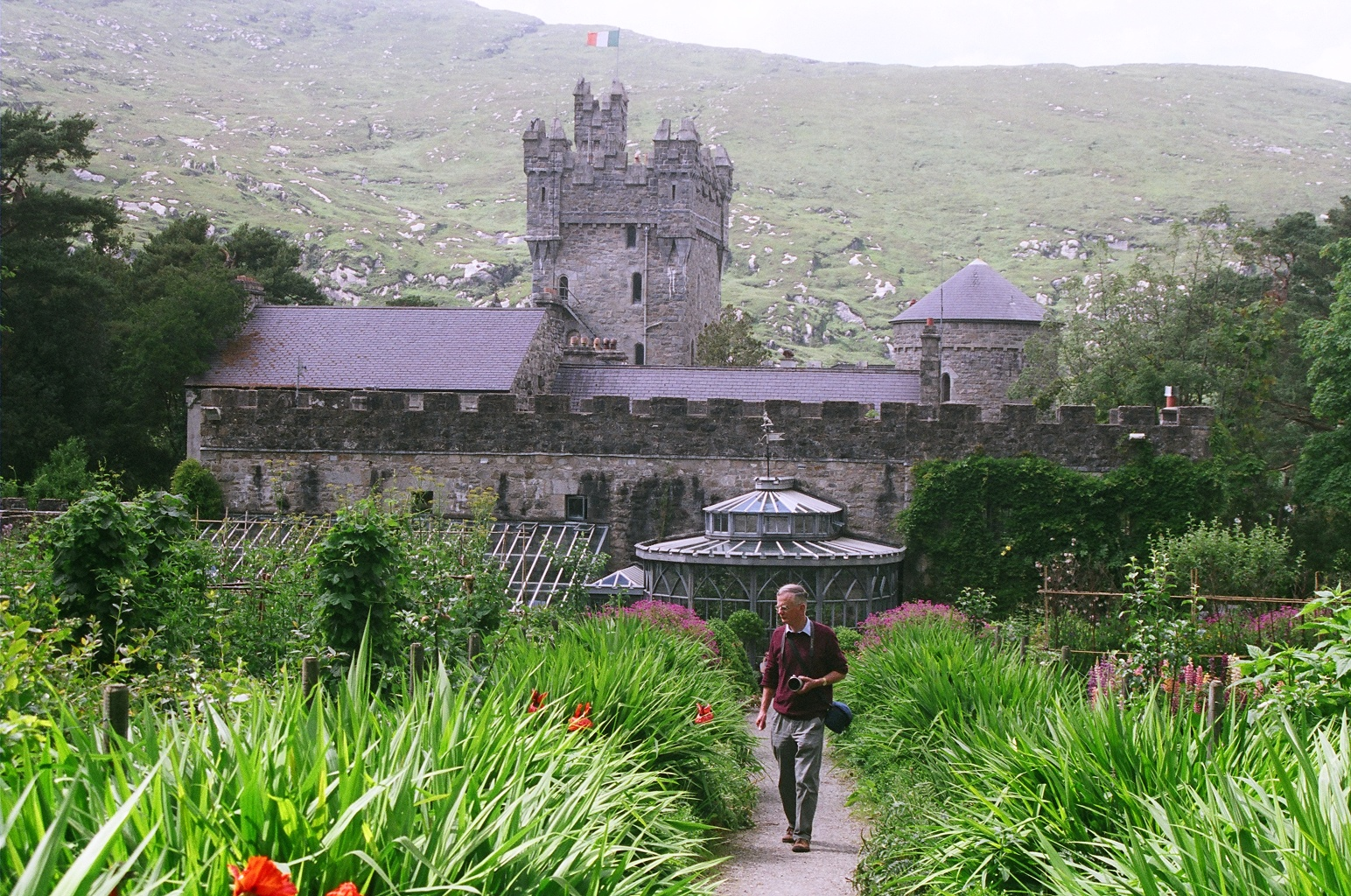
het kasteel en de tuinen van Glenveagh

## Galerij

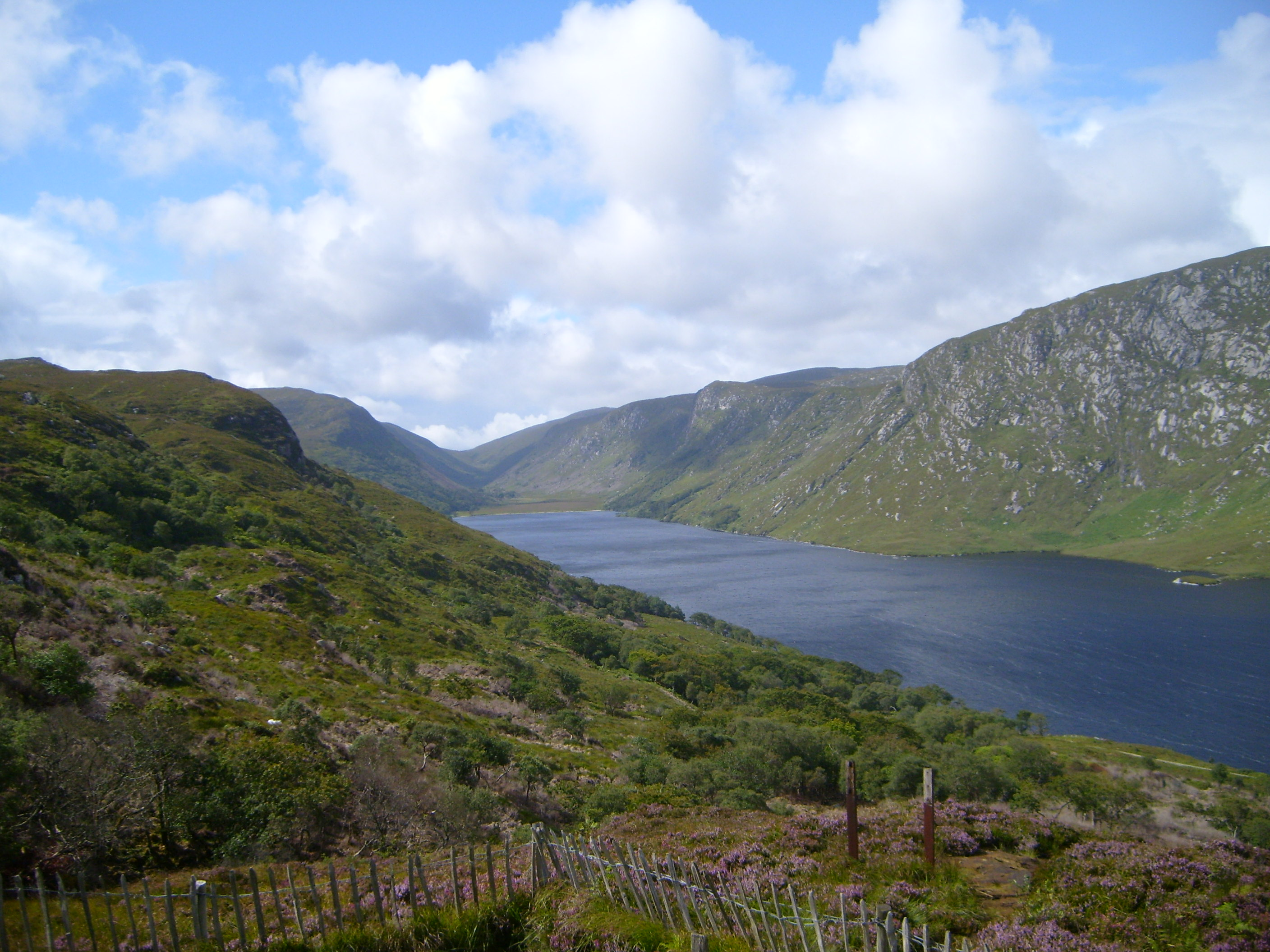
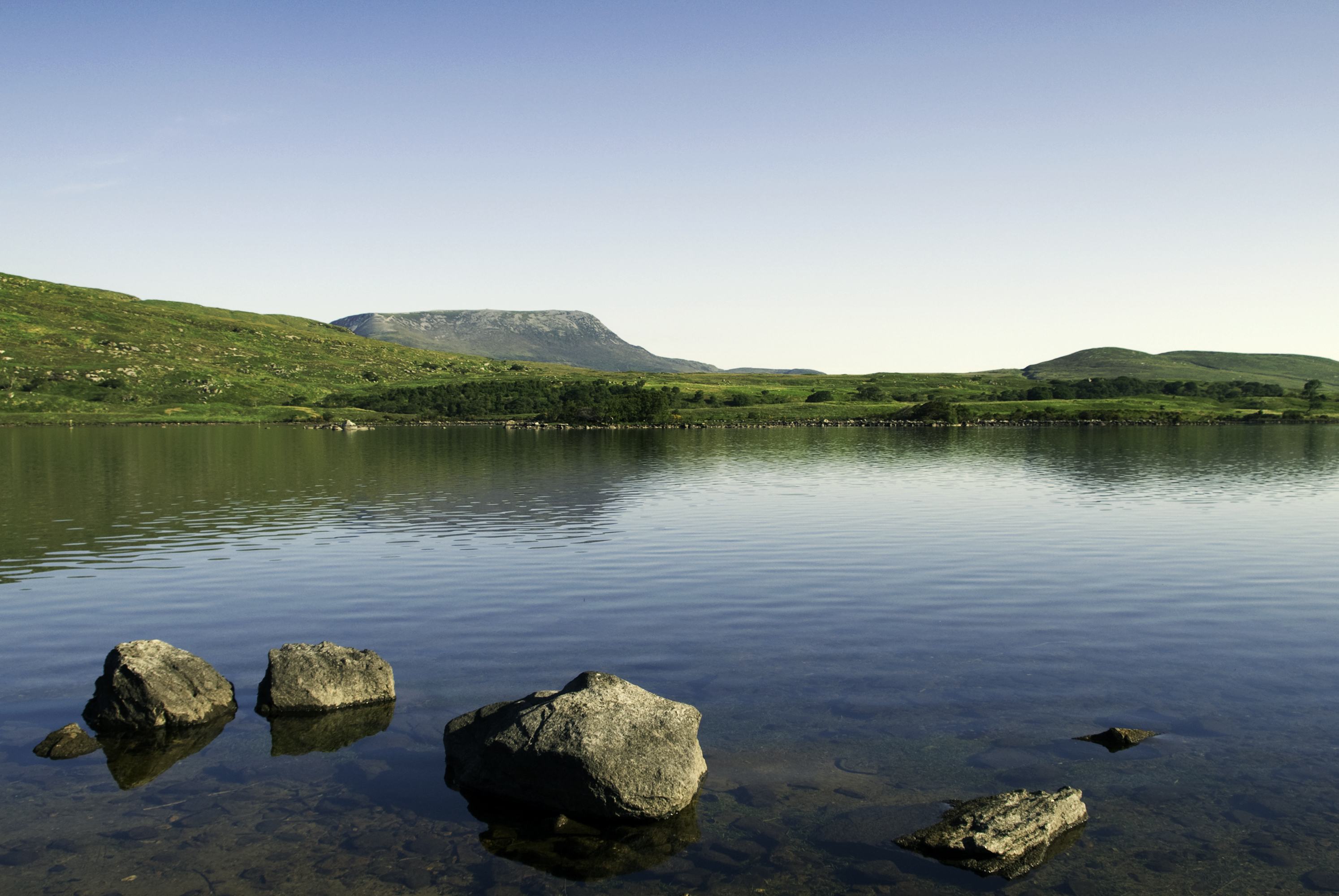
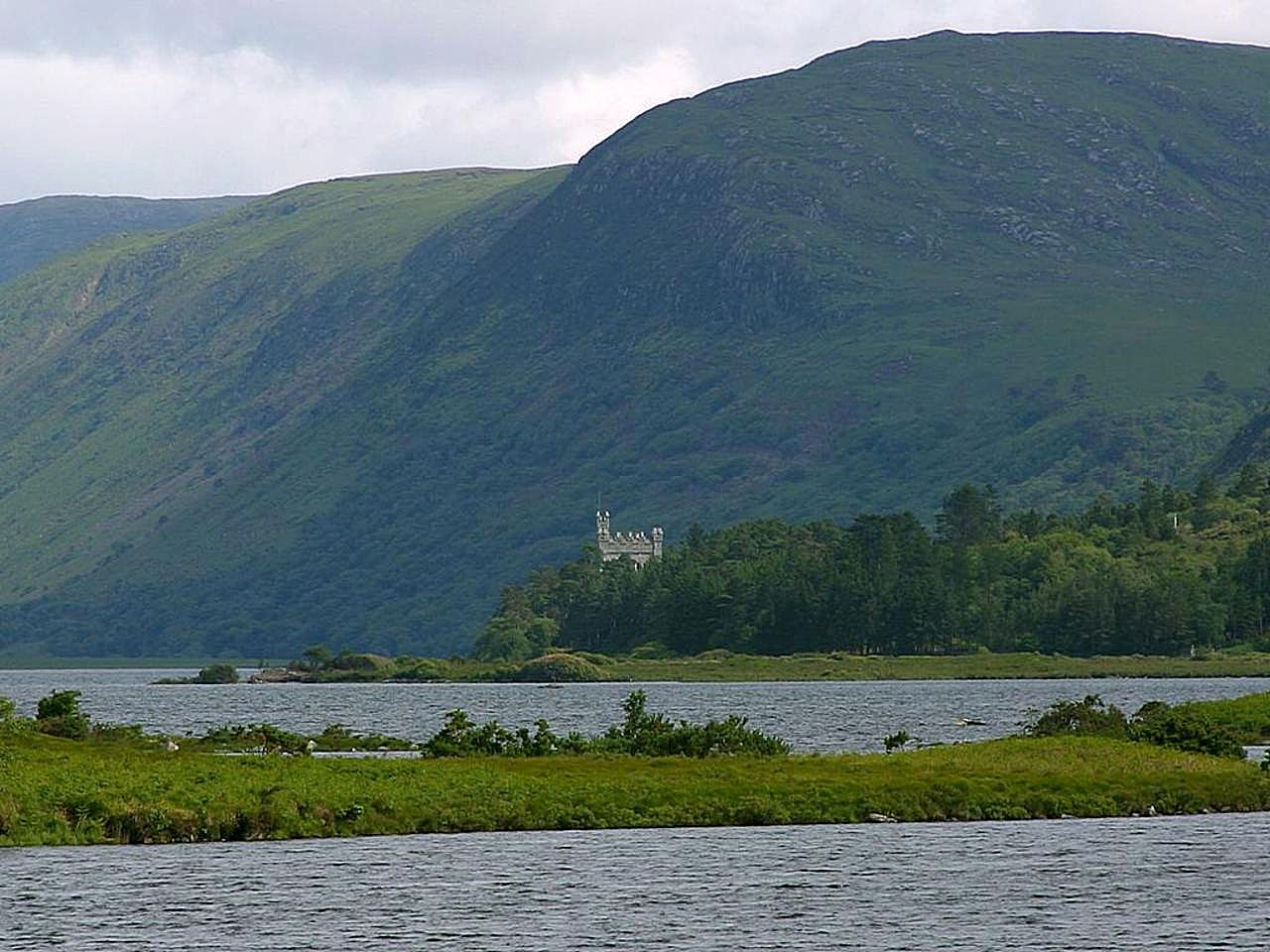
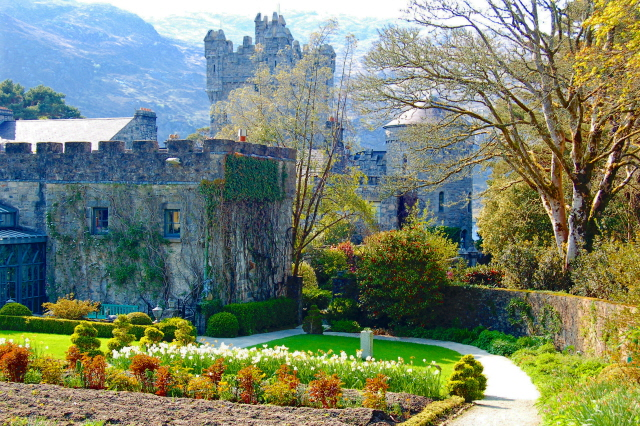
Glenveagh Castle
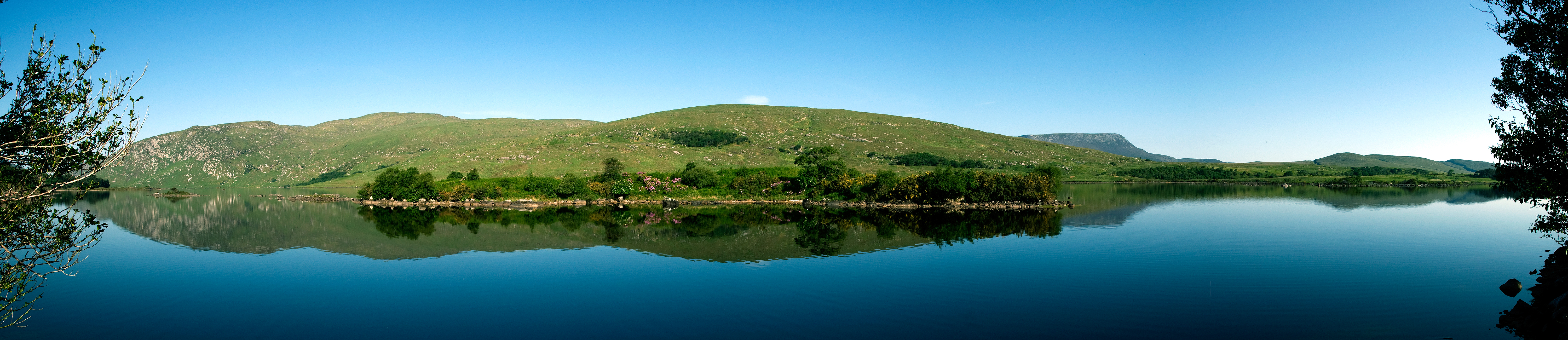

Wild Nephin (Ballycroy)/Néifinne Fiáine (Bhaile Chruaich) · 
Connemara/Chonamara · 
Glenveagh/Ghleann Bheatha · 
Killarney/Chill Airne · 
Burren/Bhoirne · 
Wicklow Mountains/Sléibhte Chill Mhantáin · 
Boyne Valley/Brú na Bóinne ·
na Mara, Ciarraí/Kerry Seas